# Eleuterokokus
Eleuterokokus (Kod Karavle, eleterokokus, lat. Eleutherococcus), biljni rod u porodici brestanjevki. Postoji tridesetak vrsta trajnica i grmova raširenih poglavito po Aziji, točnije u Kini, Himalajama, Japanu, Filipinima, dijelovima Sibira u Rusiji.  Jedna vrsta uvezena je u SAD, gdje je poznata kao sibirski ginseng (E. senticosus)

## Vrste
1. Eleutherococcus baoxinensis (X.P.Fang & C.K.Hsieh) P.S.Hsu & S.L.Pan
2. Eleutherococcus brachypus (Harms) Nakai
3. Eleutherococcus cissifolius (Griff. ex C.B.Clarke) Nakai
4. Eleutherococcus cuspidatus (G.Hoo) H.Ohashi
5. Eleutherococcus divaricatus (Siebold & Zucc.) S.Y.Hu
6. Eleutherococcus eleutheristylus (G.Hoo) H.Ohashi
7. Eleutherococcus giraldii (Harms) Nakai
8. Eleutherococcus henryi Oliv.
9. Eleutherococcus higoensis (Hatus.) H.Ohba
10. Eleutherococcus hypoleucus (Makino) Nakai
11. Eleutherococcus japonicus (Franch. & Sav.) Nakai
12. Eleutherococcus lasiogyne (Harms) S.Y.Hu
13. Eleutherococcus leucorrhizus Oliv.
14. Eleutherococcus nanpingensis (X.P.Fang & C.K.Hsieh) P.S.Hsu & S.L.Pan
15. Eleutherococcus nikaianus (Koidz. ex Nakai) H.Ohashi
16. Eleutherococcus nodiflorus (Dunn) S.Y.Hu
17. Eleutherococcus pilosulus (Rehder) C.H.Kim & B.Y.Sun
18. Eleutherococcus pseudosetulosus C.H.Kim & B.Y.Sun
19. Eleutherococcus pubescens (Pamp.) C.H.Kim & B.Y.Sun
20. Eleutherococcus rehderianus (Harms) Nakai
21. Eleutherococcus scandens (G.Hoo) H.Ohashi
22. Eleutherococcus senticosus (Rupr. & Maxim.) Maxim.
23. Eleutherococcus sessiliflorus (Rupr. & Maxim.) S.Y.Hu
24. Eleutherococcus setchuenensis (Harms ex Diels) Nakai
25. Eleutherococcus setulosus (Franch.) S.Y.Hu
26. Eleutherococcus sieboldianus (Makino) Koidz.
27. Eleutherococcus simonii (Simon-Louis ex Mouill.) Hesse
28. Eleutherococcus spinosus (L.f.) S.Y.Hu
29. Eleutherococcus stenophyllus (Harms) Nakai
30. Eleutherococcus trichodon (Franch. & Sav.) H.Ohashi
31. Eleutherococcus trifoliatus (L.) S.Y.Hu
32. Eleutherococcus verticillatus (G.Hoo) H.Ohashi
33. Eleutherococcus wardii (W.W.Sm.) S.Y.Hu
34. Eleutherococcus wilsonii (Harms) Nakai
35. Eleutherococcus xizangensis (Y.R.Li) H.Ohashi